# Mario Prosperi
Mario Prosperi (ur. 4 sierpnia 1945 w Melide) – piłkarz szwajcarski grający na pozycji bramkarza. W swojej karierze rozegrał 21 meczów w reprezentacji Szwajcarii.

## Kariera klubowa
Swoją karierę piłkarską Prosperi rozpoczął w klubie AC Lugano. W sezonie 1963/1964 zadebiutował w nim w szwajcarskiej pierwszej lidze i grał w nim do końca sezonu 1975/1976. W sezonie 1967/1968 zdobył z Lugano Puchar Szwajcarii. W 1976 roku przeszedł do FC Chiasso. W 1981 roku zakończył w nim swoją karierę.

## Kariera reprezentacyjna
W reprezentacji Szwajcarii Prosperi zadebiutował 26 maja 1965 roku w przegranym 0:1 towarzyskim meczu z RFN, rozegranym w Bazylei. W 1966 roku był w kadrze Szwajcarii na Mistrzostwa Świata w Anglii. Na tym turnieju był rezerwowym bramkarzem i nie rozegrał żadnego spotkania. W kadrze narodowej od 1965 do 1973 roku rozegrał 21 meczów.